# Тимоновичі
Ти́моновичі — село в Україні, у Семенівській міській громаді Новгород-Сіверського району Чернігівської області. До 2017 орган місцевого самоврядування — Тимоновицька сільська рада. Найпівнічніше українськомовне село в Україні.

## Географія
Біля села річки Клюс та Стратива впадає у Снову.

## Історія
За даними на 1859 рік у козацькому й власницькому селі Новозибковського повіту Чернігівської губернії мешкало 1481 особа (720 чоловічої статі та 761 — жіночої), налічувалось 183 дворових господарства, існувала православна церква — Церква Святителя Христова Микола, згідно клірових відомостей на початку ХІХ століття служив Іван Чирвинський.
Станом на 1886 у колишньому державному й власницькому селі Новоропської волості мешкало 1249 осіб, налічувалось 282 дворових господарства, існували православна церква, постоялий будинок, 2 водяних і 2 вітряних млини.
За переписом 1897 року кількість мешканців зросла до 2023 осіб (867 чоловічої статі та 1156 — жіночої), з яких 1981 — православної віри.
12 червня 2020 року, відповідно до Розпорядження Кабінету Міністрів України № 730-р «Про визначення адміністративних центрів та затвердження територій територіальних громад Чернігівської області», увійшло до складу Семенівської міської громади.
19 липня 2020 року, в результаті адміністративно-територіальної реформи та ліквідації Семенівського району, село увійшло до Новгород-Сіверського району.
4 липня 2023 року російські терористи 10 разів відкривали вогонь у бік Чернігівщини. Стріляли із мінометів, САУ та «градів». Всього нарахували майже 110 вибухів. Під вогнем була територія біля сіл Ясна Поляна, Гремʼяч, Буда Воробʼївська, Михальчина Слобода Новгород-Сіверської громади, сіл Зоря, Карповичі, Тимоновичі, Семенівської громади, а також сіл Містки та Клюси Сновської громади.

## Відомі люди
Відомі уродженці:
- Русаков Максим Григорович (21 квітня 1906 року — 1970 року) — український економіко-географ, кандидат географічних наук, доцент Київського національного університету імені Тараса Шевченка.